# Черница (приток Цны)
Черница (бел. Чарніца) — река в Логойском районе Минской области Беларуси, правый приток Цны.
Длина реки — 31 км, площадь водосборного бассейна — 167 км², среднегодовой расход воды в устье — 1,2 м³/с, средний уклон реки 1,8 м/км.
Река начинается в лесу к западу от у деревни Становище в 10 км к югу от границы с Витебской областью. Исток Черницы находится на глобальном водоразделе Чёрного и Балтийского морей, неподалёку берут начало Лонва и Двиноса (притоки Вилии). Генеральное направление течения — юго-восток.
Течет по северо-восточным склонам Минской возвышенности. Долина трапециевидная, местами V-образная (ширина 0,5-1,5 км). Склоны преимущественно крутые, высотой 10-12 м, изредка обрывистые. Пойма двусторонняя, в верхнем и нижнем течении заболоченная, в средней мелиорированная. Русло в среднем течении на протяжении 7,2 км вниз по течению от села Каменская Слобода канализировано. Ширина его в верхнем течении до 5 м, в нижнем до 10 м.
Основные притоки — Николаевщина и Чмелевка (оба — правые).
Река протекает сёла и деревни Становище, Первомайская, Черница, Каменская Слобода, Ново-Ганцевичская Рудня, Фильяново, Малиновка.
Впадает в Цну к западу от деревни Чеботари.